# I. e. 753
Évszázadok: i. e. 9. század – i. e. 8. század – i. e. 7. század
Évtizedek: i. e. 800-as évek – i. e. 790-es évek – i. e. 780-as évek – i. e. 770-es évek – i. e. 760-as évek – i. e. 750-es évek – i. e. 740-es évek – i. e. 730-as évek – i. e. 720-as évek – i. e. 710-es évek – i. e. 700-as évek
Évek: i. e. 758 – i. e. 757 – i. e. 756 – i. e. 755 –  i. e. 754 – i. e. 753 – i. e. 752 – i. e. 751 – i. e. 750 – i. e. 749 – i. e. 748

## Események
- Április 21. – az ókori Róma alapítása a hagyomány szerint
- Alkmaión, az utolsó athéni örökös arkhón halála

## Halálozások
- Remus, Romulus, az első római király, fiútestvére a hagyomány szerint